# چوکو مودو
چوکوما مودو (زاده ۱۹ ژوئن 1990) بازیگر انگلیسی است که بیشتر به خاطر بازی در سریال‌های بازی تاج و تخت، پزشک خوب و سریال ۱۰۰ نفر معروف و زبان زد است.

## زندگی‌نامه
مودو از پدری نیجریه ای - آلمانی و مادری انگلیسی-ایرلندی در چیسویک، غرب لندن زاده شد. وی در ۱۲ سالگی علاقه ویژه ای به ورزش بوکس داشت. او همچنین در کلاس‌های تئاتر شرکت می‌کرد و کم‌کم با هنر بازیگری آشنا می‌شد. مودو در مدرسه درام ریچموند در سال ۲۰۱۲ فعالیت تحصیل و هنری خود را آغاز کرد.
مودو قبل از حضور مکرر در سریال HBO بازی تاج و تخت در نقش Aggo، اولین بار به عنوان یک شخصیت پیش زمینه جزئی در Me Before You حضور داشت. او به عنوان دکتر جارد کالو به جمع اصلی فیلم The Good Doctor پیوست، اما با تمدید سریال برای فصل دوم دیگر برنگشت. وی همچنین در فیلم Captain Marvel در استودیوی مارول ۲۰۱۹ نقش داشت؛ و همچنین در فصل ۶ و ۷ سریال ۱۰۰ نفر با عنوان دکتر گابریل ایفای نقش کرده‌است.

## فیلم‌شناسی
| سال  | عنوان                       | نقش           | یادداشت                                                              |
| ---- | --------------------------- | ------------- | -------------------------------------------------------------------- |
| ۲۰۱۴ | سپیده دم                    | شاگرد کارآموز | فیلم کوتاه                                                           |
| ۲۰۱۴ | آخرین روزهای مارگارت تاچر   | کریس          | فیلم کوتاه                                                           |
| ۲۰۱۴ | انبار شماره ۵               | پاول          | فیلم کوتاه                                                           |
| ۲۰۱۵ | مراحل                       | جیک نورلند    | فیلم کوتاه                                                           |
| ۲۰۱۶ | من قبل از تو                | پیشخدمت موریس |                                                                      |
| ۲۰۱۶ | وزن سنگین                   | پاریس         | فیلم کوتاه                                                           |
| ۲۰۱۶ | تمام شب را باز کنید         | ریک           |                                                                      |
| ۲۰۱۶ | زنده ماندن                  | طالب          | فیلم کوتاه                                                           |
| ۲۰۱۹ | کاپیتان مارول               | سوه لار       |                                                                      |
| TBA  | نام آزادی‌ها بسیار شیرین است | چارلز هانتر   | همچنین با آنتونیا توماس نویسنده مشترک و تهیه‌کننده اجرایی مشترک هستیم |

| سال       | عنوان          | نقش                          | یادداشت                                  |
| --------- | -------------- | ---------------------------- | ---------------------------------------- |
| ۲۰۱۶      | بازی تاج و تخت | آگوگو                        | ۳ قسمت                                   |
| ۲۰۱۷      | ربودن          | رهبر جوخه پرواز              | نقش تکرار شونده ۳ قسمت                   |
| ۲۰۱۷–۲۰۱۸ | دکتر خوب       | دکتر جارد کالو               | نقش اصلی (فصل‌های ۱–۲)                    |
| ۲۰۱۹–۲۰۲۰ | ۱۰۰            | خاویر / دکتر گابریل سانتیاگو | نقش تکرار شونده (فصل 6) نقش اصلی (فصل 7) |